# Clytiomya atra
Clytiomya atra là một loài ruồi trong họ Tachinidae.